# Albatros L 58
Die Albatros L 58 war ein als Schulterdecker ausgelegtes einmotoriges Verkehrsflugzeug aus den 1920er Jahren. Das von den Berliner Albatros Flugzeugwerken gebaute Modell bot Platz für einen Piloten und fünf bis sechs Passagiere.

## Geschichte
Anfang der 1920er Jahre ließ die Commission Aéronautique Inter-Alliée den zivilen Flugzeugbau in Deutschland wieder zu. Daraufhin erteilte die Deutsche Luftreederei den Albatroswerken den Auftrag, ein leichtes Passagierflugzeug zu entwickeln, worauf die L 58  entstand. Die Konstruktion der L 58 basierte auf dem nicht umgesetzten Entwurf L 57.  Der Erstflug des Prototyps fand 1923 statt. Später entstand die verbesserte Version L 58 a. Dieses für sechs Fluggäste ausgelegte Modell wurde durch einen Rolls-Royce-Eagle-VIII-Motor angetrieben. Die neun gebauten Maschinen kamen zunächst in den Besitz des Deutschen Aero Lloyd, dem Nachfolger der Deutschen Luftreederei. Die daraus hervorgehende Deutsche Luft Hansa übernahm 1926 einen Teil der Flugzeuge, um sie für kurze Zeit zu nutzen. Das letzte Exemplar, die D-576 Wolkensegler, stürzte am 5. Juni 1928 bei Essen ab. Zwei Flugzeuge wurden in die Sowjetunion verkauft.
Albatros entwickelte 1926 eine vergrößerte und als Doppeldecker ausgelegte Version, die L 73.

## Konstruktion
Die L 58 war ein großenteils aus Holz bestehender, freitragender Schulterdecker mit einer geschlossenen Kabine (2,80 × 1,15 × 1,60 m) für fünf bis sechs Passagiere. Als Antrieb diente ein Maybach-Mb-IVa-Motor. Der Pilot befand sich in einem offenen Cockpit vor den Tragflächen. Die Maschine besaß ein starres Schleifspornfahrwerk.

## Technische Daten
| Kenngröße                 | Daten (L 58)                                                                           | Daten (L 58 a)                                                                             |
| ------------------------- | -------------------------------------------------------------------------------------- | ------------------------------------------------------------------------------------------ |
| Besatzung                 | 2 (Pilot, Beobachter/Bordwart)                                                         | 2 (Pilot, Beobachter/Bordwart)                                                             |
| Passagiere                | 5                                                                                      | 6                                                                                          |
| Länge                     | 10,89 m                                                                                | 10,87 m                                                                                    |
| Spannweite                | 18,00 m                                                                                | 18,00 m                                                                                    |
| Höhe                      | 3,80 m                                                                                 | 3,80 m                                                                                     |
| Flügelfläche              | 44,50 m²                                                                               | 48,00 m²                                                                                   |
| Flügelstreckung           | 7,28                                                                                   | 6,75                                                                                       |
| Leermasse                 | 1370 kg                                                                                | 1370 kg                                                                                    |
| Zuladung                  | 880 kg                                                                                 | 880 kg                                                                                     |
| Startmasse                | 2250 kg                                                                                | 2250 kg                                                                                    |
| Flächenbelastung          | 50,56 kg/m²                                                                            | 46,87 kg/m²                                                                                |
| Masse/Leistungsverhältnis | 11,78 kg/kW (8,65 kg/PS)                                                               | 8,49 kg/kW (6,25 kg/PS)                                                                    |
| Leistungsbelastung        | 4,29 kW/m² (5,84 PS/m²)                                                                | 5,52 kW/m² (7,50 PS/m²)                                                                    |
| Höchstgeschwindigkeit     | 150 km/h in Bodennähe                                                                  | 150 km/h in Bodennähe                                                                      |
| Reisegeschwindigkeit      | 135 km/h in Bodennähe                                                                  | 140 km/h in Bodennähe                                                                      |
| Steiggeschwindigkeit      | 1,40 m/s                                                                               | 2,00 m/s                                                                                   |
| Landegeschwindigkeit      | 80 km/h                                                                                | 80 km/h                                                                                    |
| Dienstgipfelhöhe          | 3500 m                                                                                 | 3500 m                                                                                     |
| Reichweite                | 540 km                                                                                 | 540 km                                                                                     |
| Flugzeit                  | maximal 4,00 h                                                                         | maximal 5,00 h                                                                             |
| Triebwerke                | ein flüssigkeitsgekühlter Sechszylinder-Reihenmotor Maybach Mb IVa mit 245 PS (180 kW) | ein flüssigkeitsgekühlter Zwölfzylinder-V-Motor Rolls-Royce Eagle VIII mit 360 PS (265 kW) |